# Mektoub (film, 1997)
Pour les articles homonymes, voir Mektoub.
Pour plus de détails, voir Fiche technique et Distribution.
Mektoub est un film franco-marocain en coproduction réalisé par Nabil Ayouch, sorti en 1997.

## Synopsis
Taoufik Raoui, brillant ophtalmologue marocain, de retour des États-Unis, s'apprête à participer à un congrès de la profession à Casablanca. Il est accompagné de sa charmante épouse, Sofia, et le couple heureux fête également son anniversaire de mariage. Ils logent à l'hôtel. Or, durant la nuit, ils sont l'objet d'une horrible machination dans laquelle Sofia est la principale victime. Avec la complicité du gérant de l'hôtel, celle-ci est traînée de force dans un lieu où elle est violée et filmée. L'instigateur de ce méfait apparaît être une personnalité éminente de la police locale, jouissant d'un prestige acquis durant la lutte pour l'indépendance. Le couple ne peut donc déposer plainte. De plus, les événements tournent à leur désavantage : Taoufik commet un homicide involontaire tandis que son frère est tué en tentant de lui porter secours. Commence alors pour le jeune couple une fuite à travers le pays...
Le film s'inspire d'un fait divers célèbre ayant défrayé la chronique marocaine : l'affaire du commissaire principal des Renseignements généraux marocains à Casablanca, Haj Mustapha Tabet, coupable de multiples violences à caractère sexuel, arrêté au mois de mars 1993 puis condamné à la peine de mort, dernier condamné à avoir été exécuté au Maroc. (En 2023, le Maroc compte approximativement 200 condamnés à mort mais aucun n'a été exécuté depuis 30 ans.)

## Fiche technique
- Titre du film : Mektoub
- Réalisation : Nabil Ayouch
- Scénario : Nabil Ayouch, Faouzi Bensaïdi
- Adaptation et dialogues : Youssef Fadel
- Photographie : Vincent Mathias - Couleurs, 35 mm
- Musique : Henri Agnel, Pierre Boscheron
- Son : François Guillaume
- Montage : Jean-Robert Thomann
- Décors : Saïd Raïs
- Costumes : Rafika Maïmoune
- Production : Jean Cottin, Noureddine Ayouch, Thierry Boscheron et Étienne Comar pour Playtime et Shem's
- Pays d'origine :  Maroc/ France
- Langue : arabe
- Durée : 90 minutes
- Dates de sortie : décembre 1997 au Festival international du film du Caire ; 15 septembre 1999 en France

## Distribution
- Rachid El Ouali : le docteur Taoufik Raoui
- Faouzi Bensaïdi : Kamel Raoui
- Amal Chabli : Sofia Raoui
- Mohammed Miftah : inspecteur Kabir
- Malika Oufkir : la responsable d'un village
- Mohammed Zouhir : l'inspecteur Tabet
- Hilal Abdellatif : le directeur de l'hôtel

## Commentaire
« Le viol de la marocaine moderne, vivant à l'occidentale, est présentée dans Mektoub d'une manière intéressante parce qu'ambiguë », estime Denise Brahimi dans son ouvrage consacré au cinéma maghrébin. Certes, il s'agit d'« un acte immonde, et le traumatisme que Sofia a subi est sans cesse rappelé jusqu'au bout, dans son entière gravité », écrit-elle. Toutefois, le film questionne le mode de vie auquel ce genre de viol semble appartenir. Nabil Ayouch, le réalisateur, interroge la conscience du spectateur. Taoufik et Sofia, aussi sympathiques qu'ils puissent paraître, « vivent néanmoins sans remords ni réserve au sein d'un groupe social totalement corrompu, dont ils partagent les avantages. Les hommes qui ont violé Sofia sont la face monstrueuse d'une classe » dont les jeunes époux en sont, plutôt, la face plaisante.
En vérité, Mektoub est une œuvre « riche et complexe qu'on peut considérer comme exemplaire de ce qu'il y a de meilleur dans le cinéma marocain. On y trouve une représentation lucide et sincère des effets produits par l'enrichissement rapide, spectaculaire, d'une certaine couche de la population et par le passage brutal, sans transition, du stade féodal encore proche au règne sans partage de la bourgeoisie urbaine », conclut D. Brahimi.